# Florence Stuart
Florence Stuart foi o principal pseudônimo usado por Florence Stonebraker (1896 - 1977), escritora estadunidense especializada em romances cuja temática compreendia sexo e desejo. Florence também usou outros pseudônimos, tais como Fern Shepard, Florenz Branch e Thomas Stone.

## Carreira literária
Durante 30 anos, entre os livros “Pay for Your Pleasure” (Phoenix, 1937), que publicou aos 41 anos de idade, e “Predatory Woman” (Beacon, 1967), quando parou de escrever, Florence produziu mais de 80 romances cuja temática envolvia sensualidade e desejo. Stonebraker tinha um lado convencional, também, e escreveu uma dúzia de histórias de mulheres jovens e castas em busca do amor.
Além de escrever em seu próprio nome, ela usou os pseudônimos Florence Stuart e Fern Shepard para seus romances, e Florenz Branch e Thomas Stone para suas histórias sexuais.
Antes de sua morte, em 1977, Florence Stuart residia em Glendale.

## Lista parcial de obras
Romances
- Pay for Your Pleasure (1937)
- Doctor Tony (Thomas STONE) (1944)
- She Had What They Wanted (Florenz BRANCH) (1946)
- The Analyst (1946)
- A Man In The House (Florence STUART) (1947)
- The New Purse (Florence STUART) (1947)
- New Nurse (1947)
- The Charming Young Man (Fern SHEPARD) (1949)
- The Shelf Full Of Dreams (1949)
- Jean Bradley (1949)
- The Necklace (1950)
- The Yellow Scarf (Fern SHEPARD) (1950)
- Help Wanted-Male (Thomas Stone) (1950)
- Too Beautiful to Wed (1952)
- The Little Bookshop (Florence STUART) (1952)
- Tramp Girl (Thomas Stone) (1952)
- Mary Parker's Lover (1953)
- No Greater Love (1958)
- The Book Of Love (Florence STUART) (1958)
- The Young Doctor (Fern SHEPARD) (1958)
- The Yellow House (Fern SHEPARD) (1959)
- Meter Maid (Fern SHEPARD) (1959)
- Lady Designer (Florence STUART) (1959)
- Mountain Sweetheart (Florence STUART) (1960)
- Miss Reporter (Fern SHEPARD) (1960)
- Happiness Hill (ps: Florence STUART) (1961)
- Hope Wears White (ps: Florence STUART) (1961)
- Honeymoon House (Florence STUART) (1962)
- Wall Of Love (Florence STUART) (1962)
- Night Nurse (Fern SHEPARD) (1962)
- Dr. Wade's Romantic Problem (1962)
- Nurse In Danger (Fern SHEPARD) (1963)
- Runaway Nurse (Florence STUART) (1963)
- Kentucky Nurse (Fern SHEPARD) (1963)
- Stolen Love (Thomas Stone)
- Predatory Woman (1967)

Contos em revistas
- Forever Ends with a Kiss, All-Story Love Stories Oct 17 1936
- Husbands Win, Breezy Stories Nov 1932[10]

## Florence Stuart em língua portuguesa
- Amor Incompreendido, volume 136 da Coleção Biblioteca das Moças, da Companhia Editora Nacional, tradução de Maria Leonel de Carvalho, em 1949.